# Bombylius thapsinoides
Bombylius thapsinoides är en tvåvingeart som beskrevs av Neal L. Evenhuis 1978. Bombylius thapsinoides ingår i släktet Bombylius och familjen svävflugor. Inga underarter finns listade i Catalogue of Life.